# Throbbing Gristle
Throbbing Gristle (сокращается до TG; с англ. — «пульсирующий хрящ» — сленговое обозначение эрекции; читается [ˈθrɒbɪŋ ˈɡrɪsl̩]) — британская художественная и музыкальная группа из города Кингстон-апон-Халл, официально основанная 3 сентября 1975 года, в составе которой участвовали Дженезис Пи-Орридж, Кози Фанни Тутти, Питер Кристоферсон и Крис Картер; основоположники жанра индастриал и одна из наиболее значимых команд эры постпанка, новой волны, экспериментальной музыки, а также арт-рока
Throbbing Gristle возникла на основе созданной Пи-Орриджем в 1969 года перформанс-группы COUM Transmissions, со временем включившей в свой состав других участников будущего ансамбля; официальный дебют Throbbing Gristle состоялся на выставке COUM «Prostitution» в сентябре 1976 года, за чем в 1977 году последовал выход дебютных сингла «United / Zyklon B Zombie» и студийного альбома The Second Annual Report на учрежденном группой лейбле Industrial Records. В течение последующих четырёх лет Throbbing Gristle наработали репутацию коллектива с трансгрессивной эстетикой и новаторским подходом к использованию в музыке шумов и предварительно записанных семплов на основе метода нарезок, восходившим к творческим опытам писателя Уильяма Сьюарда Берроуза и художника Брайона Гайсина; в своих текстах они обращались к проблемным аспектам жизни современного общества: мистицизму, экстремизму и сексуальности, жестокости, насилия, в любых её проявлениях.
На почве творческих и личных разногласий Throbbing Gristle объявили о роспуске в 1981 году; участники коллектива продолжили деятельность в ряде сопутствующих проектов: Psychic TV, Coil, Chris & Cosey и других. После более чем двадцатилетнего перерыва Throbbing Gristle возобновили свою деятельность в 2004 году; они выпустили три студийных альбома, — TG Now (2004), Part Two (2007) и The Third Mind Movements (2010), — прежде, чем вновь распуститься после ухода Пи-Орриджа и смерти Кристоферсона в 2010 году. Последний студийный проект TG — The Desertshore Installation, кавер-версия альбома Нико Desertshore 1970 года — вышел в 2012 году как релиз проекта X-TG.

## Стиль
Throbbing Gristle, несмотря на своё опережавшее время творчество, имели много общего с краутроковыми и синтипоповыми коллективами. Помимо этого, группа на определённых этапах вдохновлялась музыкой The Velvet Underground и Tangerine Dream. В целом же Throbbing Gristle были порождением стыка двух эпох — индустриальной и постиндустриальной, вдохновившим на создание похожей музыки таких групп и музыкантов как Nine Inch Nails, KMFDM, Marilyn Manson, а также пионера жанра IDM Aphex Twin.

## Дискография

### Студийные альбомы
- The First Annual Report (1975) (бутлег)
- The Second Annual Report (1977)
- D.o.A: The Third and Final Report of Throbbing Gristle (1978)
- 20 Jazz Funk Greats (1979)
- Journey Through a Body (1982)
- CD1 (1986)
- TG Now (2004)
- Part Two: The Endless Not (2007)
- The Third Mind Movements (2009)